# Bonamia agrostopolis
Bonamia agrostopolis är en vindeväxtart som först beskrevs av Vell., och fick sitt nu gällande namn av Hallier f. Bonamia agrostopolis ingår i släktet Bonamia och familjen vindeväxter. Inga underarter finns listade i Catalogue of Life.

## Bildgalleri

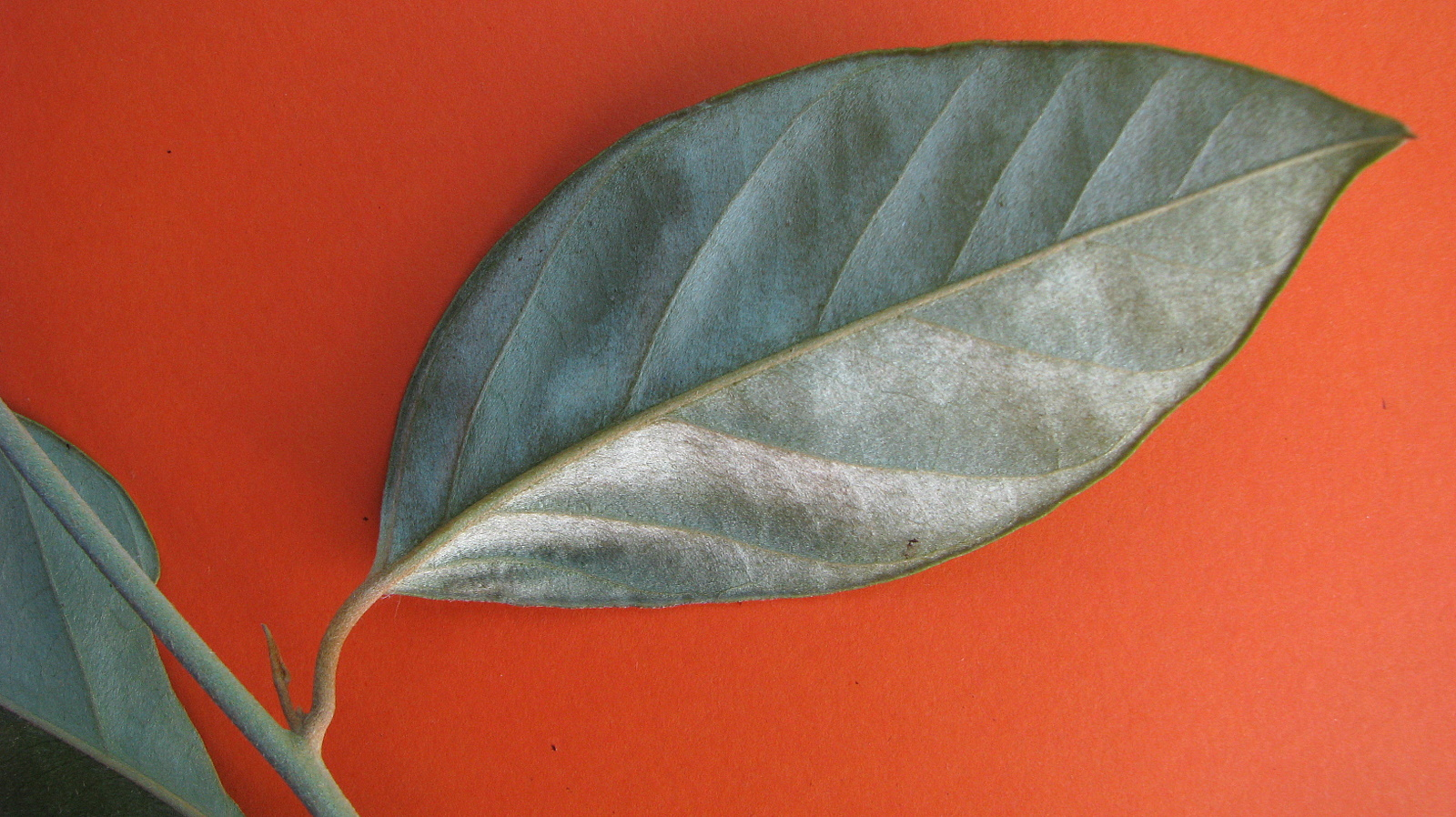
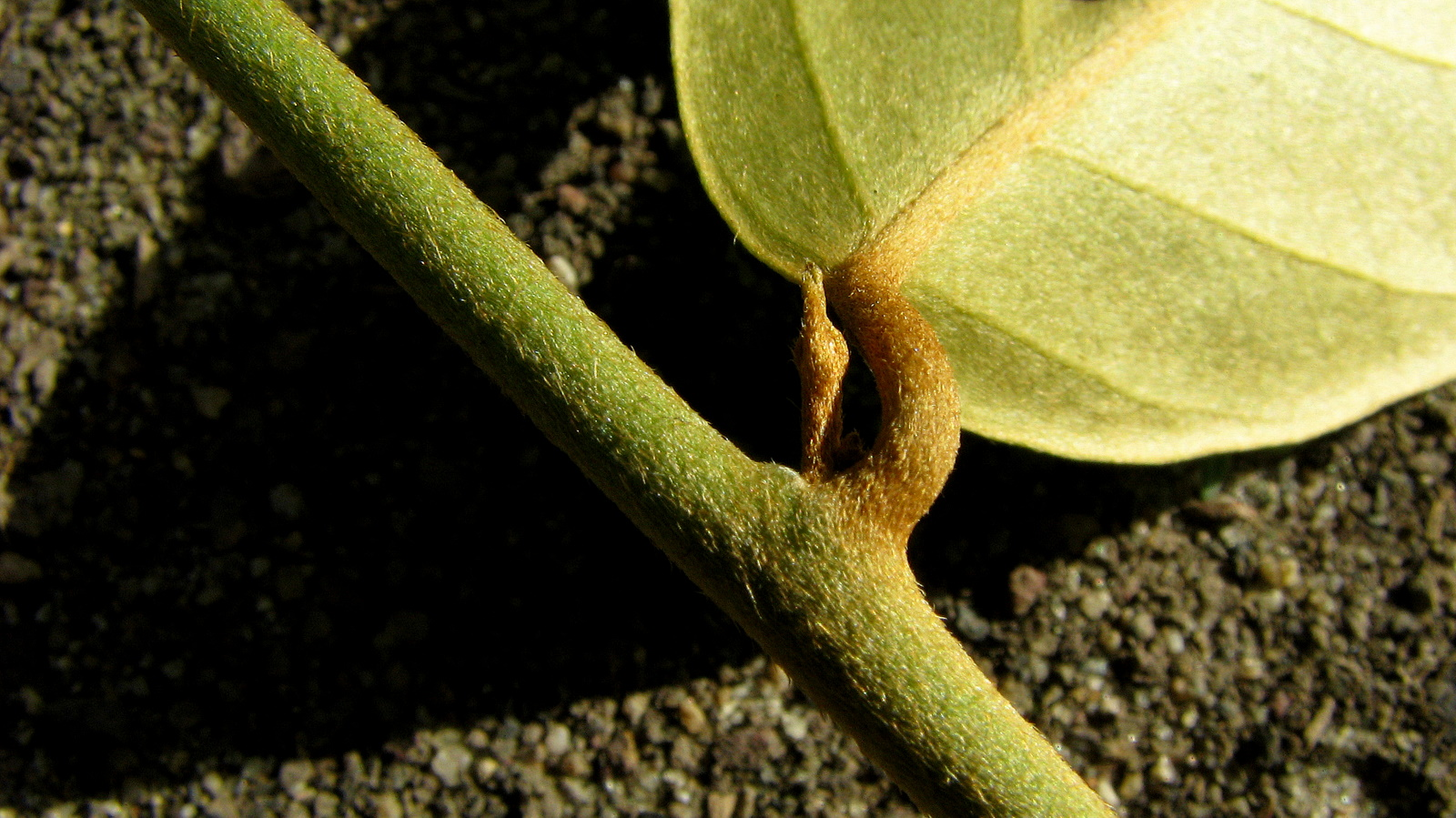
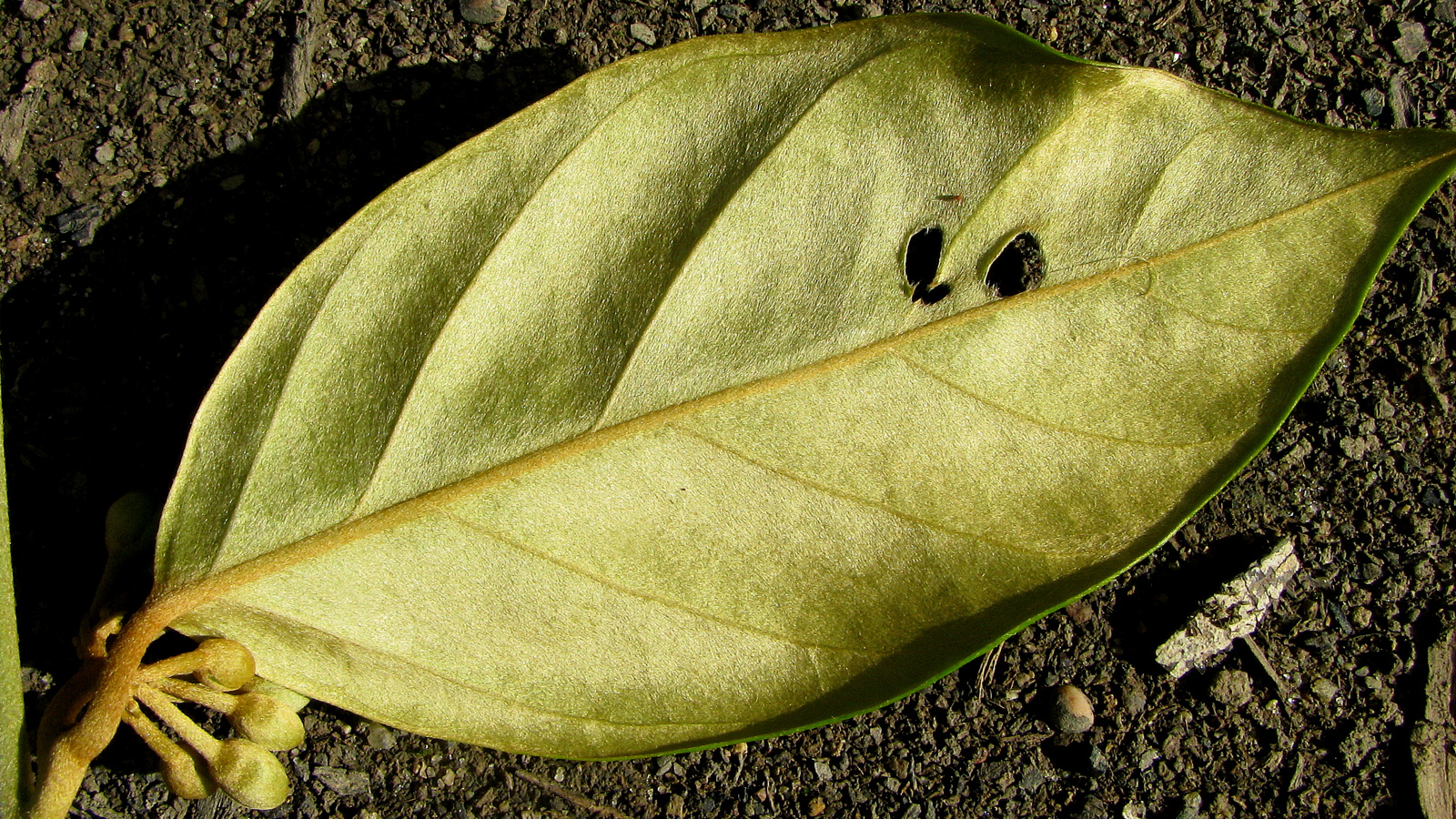
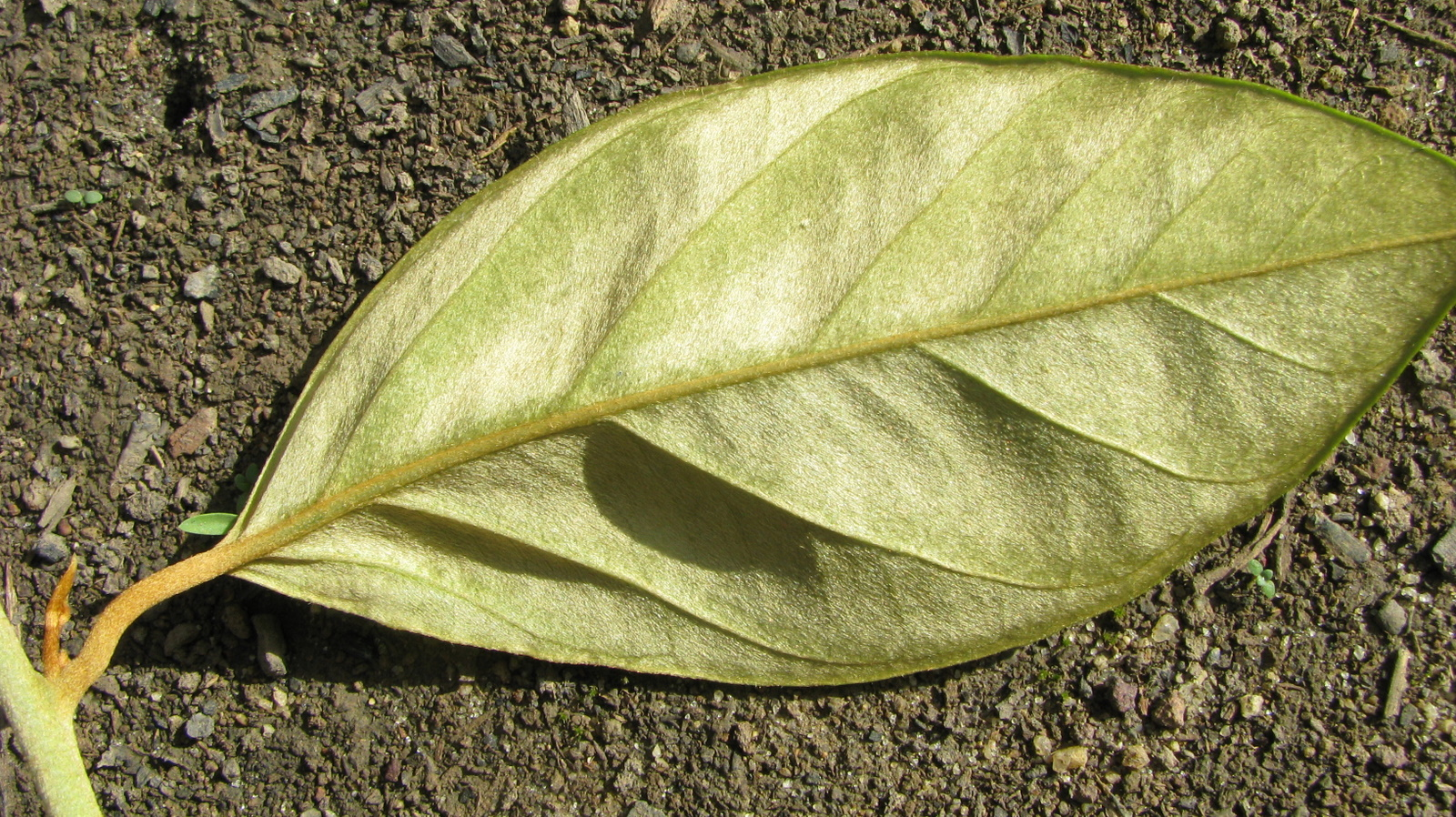